# ナテグリニド
ナテグリニド は、味の素製薬株式会社により創製された経口糖尿病薬のひとつ。日本ではファステックとして味の素製薬製造・第一三共販売、スターシスとしてアステラス製薬より販売されている。海外ではStarlixとしてスイスの製薬企業ノバルティスにより販売されている。
ナテグリニドはミチグリニド、レパグリニドなどと共にグリニド系と呼ばれる。2型糖尿病患者でのグリニド系経口血糖降下薬の嚆矢である。

## 薬理作用
ナテグリニドは膵臓のランゲルハンス島β細胞を刺激し、インスリンの放出を促すことにより血糖値を降下させる。スルホニルウレア系(SU系)の薬剤と同様の薬理作用を示すが、作用時間が短く、SU剤と比べ低血糖発作を起こしにくいことを特徴とする。
- デンマークのコホート研究では、メトホルミンに比べ、有意差はないものの、SU薬のグリクラジドではやや心血管系死亡リスクが高く、ナテグリニドと類薬のグリニド系薬レパグリニドでは低い傾向がみられた。[1]

## 薬物動態学
速効型のインスリン分泌促進薬である。
食前10分以内に服用する必要があり、食前30分前では低血糖を誘発し、食後では効果が減弱する可能性がある。最大血中濃度に達するのに約30分であり、半減期は1時間である。

### 薬物相互作用
併用に際して注意が必要な薬剤として、次のものが挙げられている。
- 他の経口血糖降下薬、インスリン製剤、アルドース還元酵素阻害剤、ピラゾロン系消炎剤、サリチル酸製剤、フィブラート系薬剤、ミコナゾール・フルコナゾール・ホスフルコナゾール、プロベネシド、クマリン系薬剤（ワルファリン）、サルファ剤、クロラムフェニコール、β-遮断剤、モノアミン酸化酵素阻害剤、タンパク同化ホルモン剤、テトラサイクリン系抗生物質

低血糖が発現する可能性がある。
- アドレナリン、副腎皮質ホルモン、ニコチン酸、卵胞ホルモン、イソニアジド、ピラジナミド、フェノチアジン系薬剤、利尿剤（チアジド系、クロルタリドン等）、フェニトイン、

効果を減弱する可能性がある。
- 甲状腺ホルモン

血糖コントロール条件が変わる可能性がある。

## 効能・効果
- 2型糖尿病における食後血糖推移の改善

## 副作用
添付文書に記載されている重大な副作用は、低血糖（0.1〜5%未満）、肝機能障害（0.1%未満）、黄疸（0.1%未満）、心筋梗塞、突然死である。（頻度未記載は頻度不明）